# Кулибаба Петро
Кулибаба (Колибаба, Калибаба) Петро (нар. бл. 1805 р. — помер 1874) — визначний кобзар, кобзарський панотець.
Мав брата Левка, який також був кобзарем і жив у Вільшані Богодухівського повіту Харківської губернії.

## Життєпис
За свідченням Привалова, вчився пан Кулибаба у полтавських кобзарів, багато перейняв від Остапа Вересая. Грав на кобзі і бандурі.
Був в одній компанії з Хведором Холодним, Іваном Кравченком-Крюковським, Хведором Вовком. Повернувшись на Слобідщину, жив у с. Ольшана Харківської губернії.
Кріст зазначав, що Колибаба (у Кріста, так як говорять вільшанці, «Кулибаба») був «родоначальником першої школи» кобзарів, найвідомішим із яких був живий в час Кріста Гнат Тихонович Гончаренко.
Незважаючи на «економічну невигоду», мав кількох учнів: Михайла з Миронівки Долженківського повіту Харківської губернії, Уляна з Валок, Гната Гончаренка з Ріпок.
Тексти дум близькі до записи від Терешка Жадана. В містах вживає тексти від дум «Про Самійлу Кішку», «Сокіл і соколя» які були записані П. Мартиновичем від Івана Кравченка.
Помер Петро Кулибаба під час пожежі.

## Думи
У репертуарі мав притаманні «харківській школі» думи:
- Дума про Олексія Поповича,
- Дума про Івася Коновченка
- Втеча трьох братів з Азова (1857)
- Дума про плач невільників (1857)

Від Кулибаби робили свої записи:
- Микола Сумцов,
- Степан Ніс,
- Михайло Ніговський, (с. 1857)
- Вовк Хведір.

## Учні
- Гнат Гончаренко
- Михайло з Миронівки
- Улян з Валок (Валківський)